# Pearlman Mountain Cabin

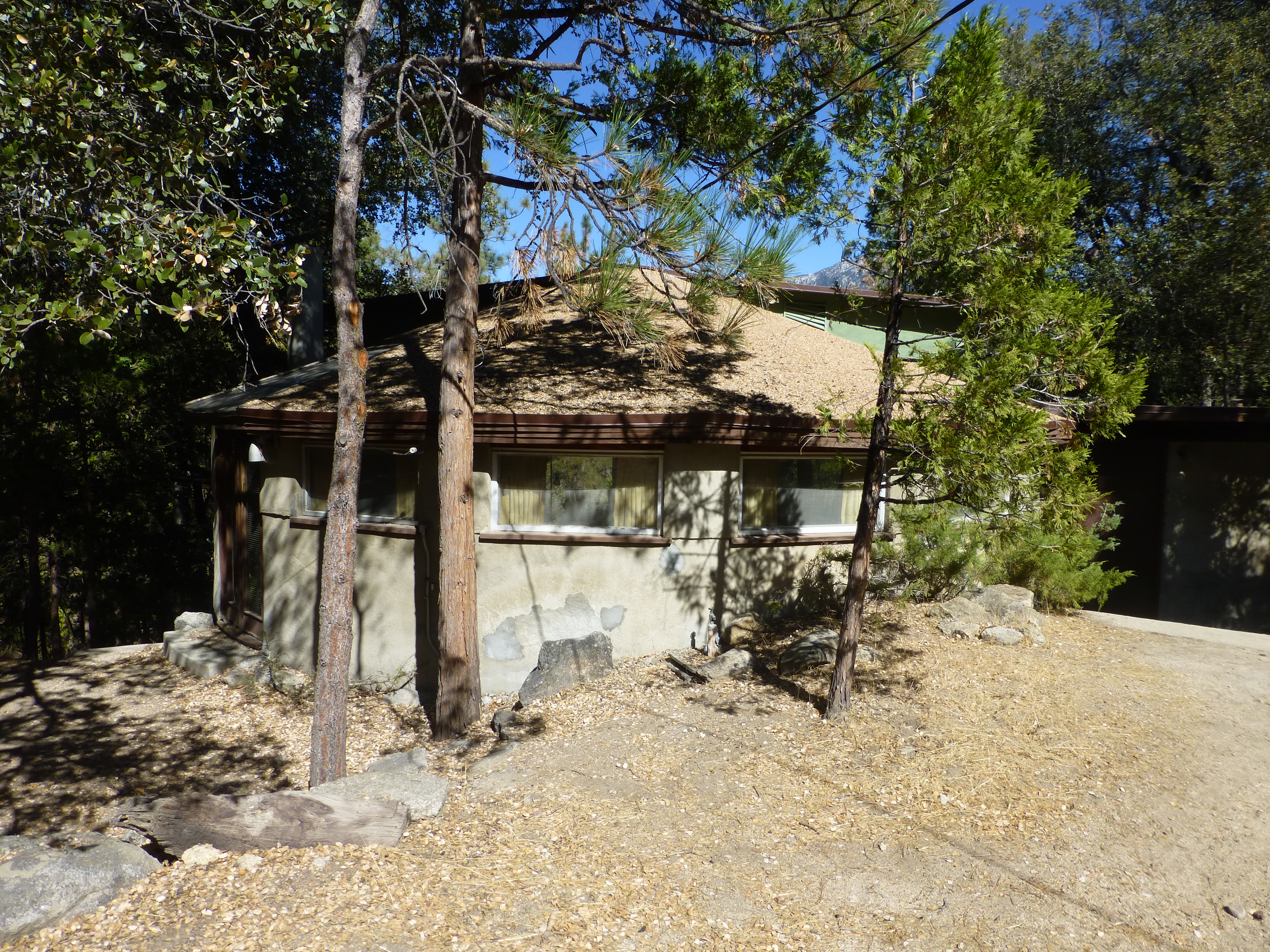
Pearlman Mountain Cabin (2019)

Die Pearlman Mountain Cabin ist ein 1957 von John Lautner errichtetes Wochenendhaus im kalifornischen Idyllwild.

## Geschichte

Zeichnung der Pearlman Mountain Cabin

Auftraggeber des Wochenendhauses war Carl K. Pearlman, ein Urologe aus dem benachbarten Orange County. Der genaue Bauplatz wurde von seiner Frau Agnes ausgesucht. Die Gegend rund um Idyllwild war Mitte der 1950er-Jahre ein beliebtes Refugium für die gehobene Mittelklasse des zwei Stunden entfernten Los Angeles. Die Pearlmans hatten ein Grundstück erworben, das als bestenfalls schwierig galt – bis zu 40 Grad Steigung und voller Felsen. Mehrere Architekten lehnten den Auftrag, auf diesem Grundstück ein außergewöhnliches Wochenendhaus zu bauen, ab; einer empfahl dem Ehepaar jedoch John Lautner, der bereits den Ruf hatte, Fachmann für ungewöhnliche Projekte zu sein. Der Entwurf des Gebäudes durch Lautner erfolgte 1956, der Bau 1957. Der Bau selbst wurde durch William Branch, einen Onkel von Agnes Pearlman, ausgeführt.
Carl K. Pearlman starb 1998. Aktuell befindet sich die Pearlman Mountain Cabin im Eigentum von Pearlmans Tochter Nancy. Das Haus ist seit März 2016 im National Register of Historic Places in Kalifornien eingetragen.

## Stil

Grundriss des Hauses

Die Pearlman Mountain Cabin wird, wie auch weitere von Lautner erbaute Gebäude, der auf Frank Lloyd Wright zurückgehenden organischen Architektur zugerechnet. Ausgangspunkt war ein stark abfallendes, auf etwa 1800 Höhenmetern befindliches Waldgrundstück in den westlichen San Jacinto Mountains, auf dem sich inmitten zahlreicher Pinien ein großer Felsbrocken befand. Lautner entschied sich dafür, den Felsen mit einer runden Plattform zu überbauen und das Wochenendhaus als Zylinder zu errichten, dessen flaches, über den Zylinder hinausragendes Dach rundherum durch Baumstämme abgestützt wird. In Richtung Tal erstreckt sich über die Hälfte des Gebäudes das Wohnzimmer, das nach außen hin komplett durch eine Fensterfront abgeschirmt wird, die nicht rund ist, sondern eine grob einen Halbkreis nachbildende Zickzacklinie bildet. Als vertikale Rahmen der Fenster dienen dabei die Baumstämme. Da die Hälfte der gesamten Außenwand aus Glas besteht, wird der Blick des Besuchers automatisch auf die Landschaft außerhalb des Hauses gelenkt. Durch die Größe und ungewöhnliche Anordnung der Fenster verschwimmen außerdem für den im Haus befindlichen Betrachter die Grenzen zwischen drinnen und draußen. Zum Hang hin grenzt sich der Wohnraum durch eine solide, halbkreisförmige Mauer mit kleinen Fenstern ab. Dach und Fassade sind auf eine möglichst angenehme Akustik im Innern ausgelegt, da Agnes Pearlman eine talentierte Pianistin war. Vom zylinderförmigen Wohnraum zweigen zwei Annexe ab, ein Badezimmer sowie eine Aussichtsplattform.